# Paxton (Illinois)
Paxton ist eine Kleinstadt und Verwaltungssitz des Ford County im Osten des US-amerikanischen Bundesstaates Illinois. Das U.S. Census Bureau hat bei der Volkszählung 2020 eine Einwohnerzahl von 4.450 ermittelt.

## Geografie

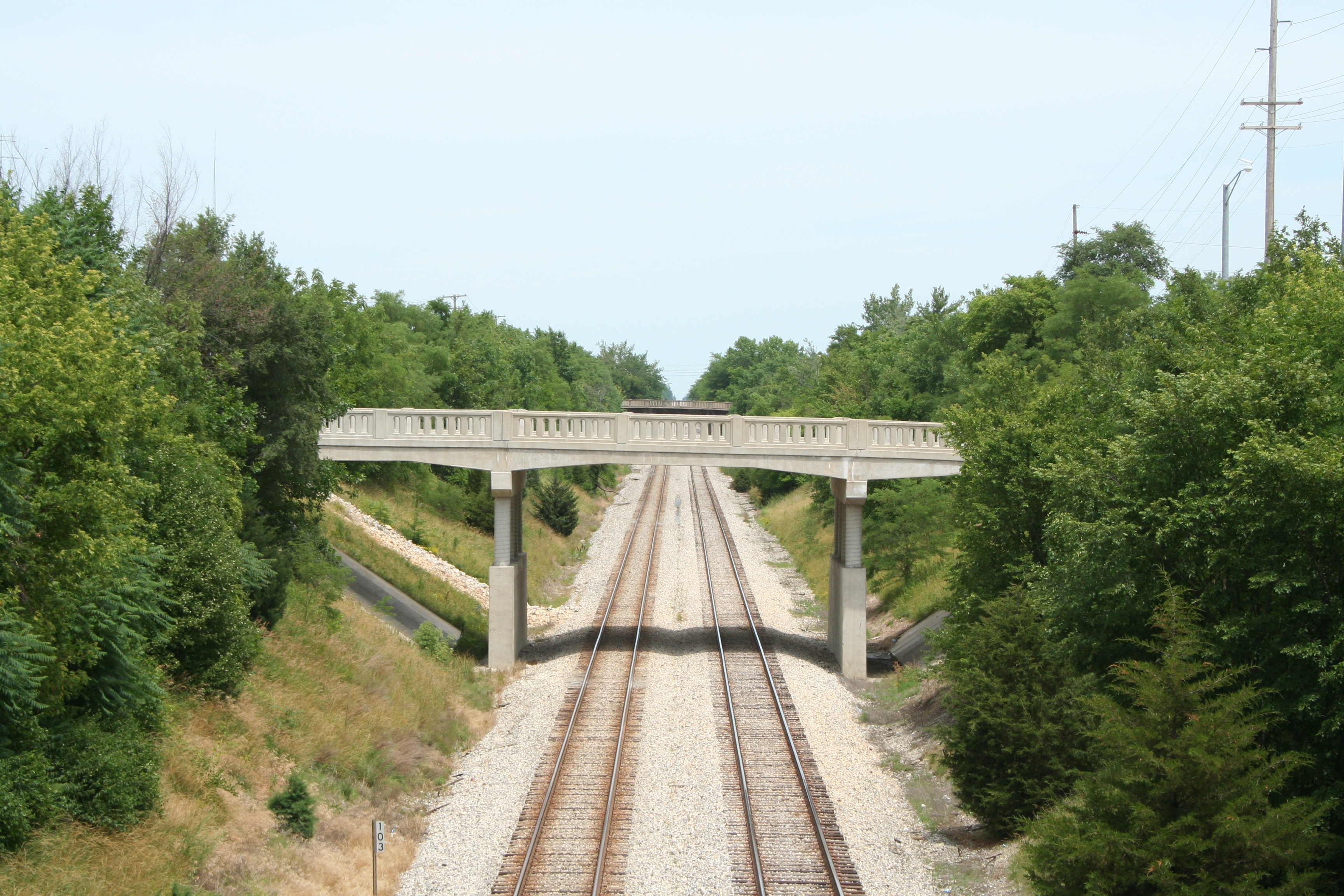
Brücke über die Bahnlinie der zur Canadian National gehörenden Illinois Central

Paxton liegt auf 40°27'31" nördlicher Breite und 88°05'45" westlicher Länge. Die Stadt erstreckt sich über 5,7 km², die ausschließlich aus Landfläche bestehen.
Paxton liegt am Vermillion River, einem Nebenfluss des in den Ohio River mündenden Wabash River.
Durch Paxton verläuft der U.S. Highway 45, der im Stadtzentrum von der Illinois State Route 9 gekreuzt wird. Am westlichen Stadtrand verläuft die Interstate 57, die die kürzeste Verbindung von Chicago (176 km in nord-nordöstlicher Richtung) nach Memphis (Tennessee) (684 km in süd-südwestlicher Richtung) bildet.
Die nächstgelegenen Städte sind Bloomington (81 km westlich), Champaign (44,6 km südlich), Lafayette im benachbarten Bundesstaat Indiana (107 km östlich) und Kankakee (81,6 km nord-nordwestlich).
Durch Paxton führt auch eine Hauptlinie der zur Canadian National Railway gehörenden Illinois Central Railroad.

## Geschichte

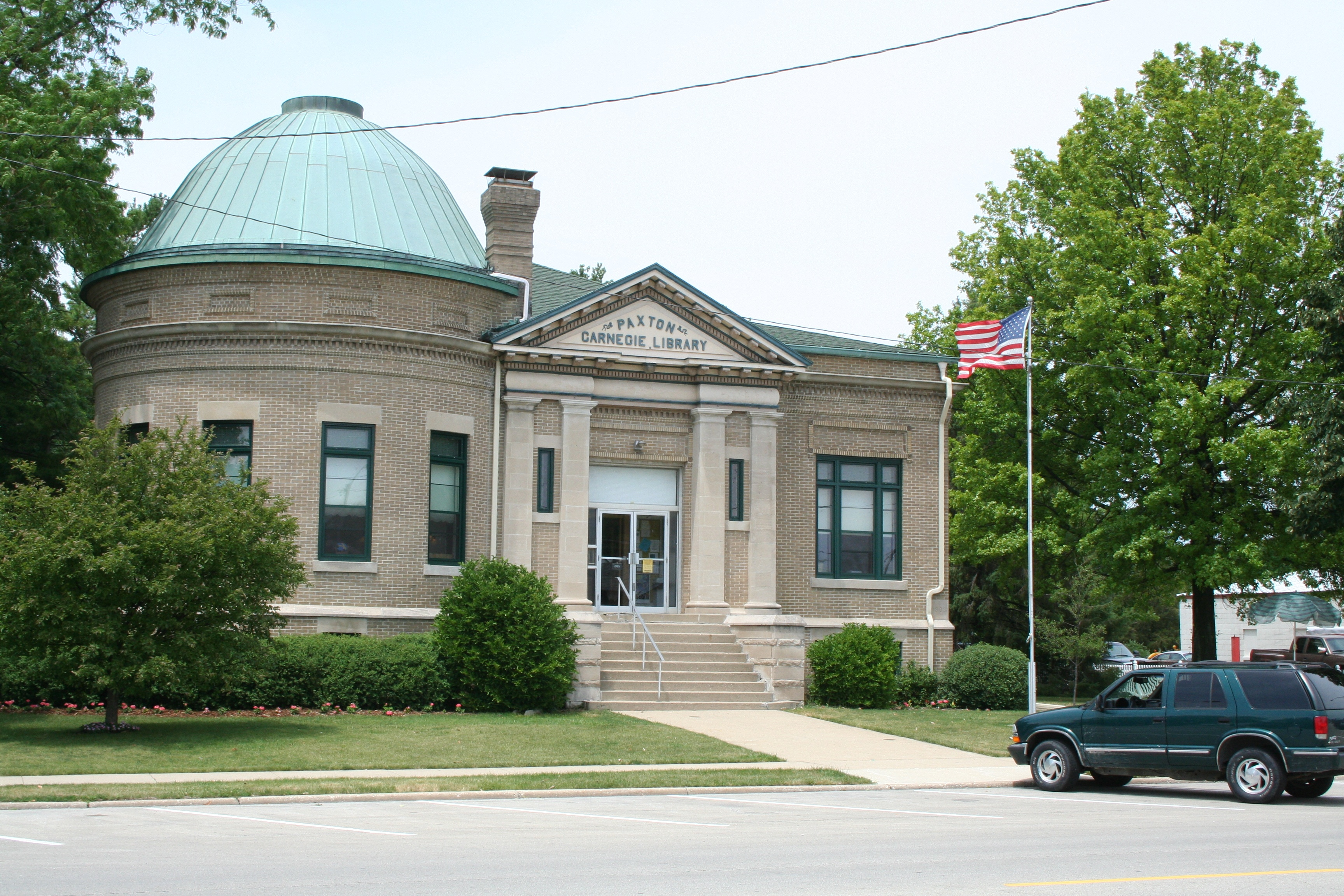
Paxton Carnegie Library

Eine erste Ansiedlung in der Gegend war das bereits in den späten 1840er-Jahren bekannte Prairie City. 1855 wurde der Ort von einem leitenden Beamten der Illinois Central Railroad in Prospect City umbenannt.
1859 wurde die Stadt nach dem Architekten des Londoner Crystal Palace, Joseph Paxton, benannt. Paxton war auch Großaktionär der Illinois Central Railroad, die im Jahre 1856 die damals längste Eisenbahnstrecke der Welt von Chicago nach Cairo unterhielt. Über Paxton ist überliefert, dass er die Besiedlung des Ortes mit Einwanderern aus England vorantreiben wollte. Das ist jedoch nie eingetreten, aber die eigentliche Gründung der Stadt wird seitdem mit dem Wirken Paxtons verbunden, sodass die Stadt Paxton im Jahre 2009 den 150. Jahrestag ihres Bestehens feierte.
Das Augustana College, eine Bildungseinrichtung von schwedischen Einwanderern, hatte von 1863 bis 1875 seinen Sitz in Paxton.
Am 22. Juni 1919 besuchte der frühere Präsident William Howard Taft die Stadt und hielt eine Rede, bei der er sich für den Eintritt der USA in den neu gegründeten Völkerbund aussprach. Ein auf Mikrofilm festgehaltener Ausschnitt aus dieser Rede kann heute in der Paxton Carnegie Library besichtigt werden.

## Demografische Daten
Bei der Volkszählung im Jahre 2000 wurde eine Einwohnerzahl von 4525 ermittelt. Diese verteilten sich auf 1776 Haushalte in 1198 Familien. Die Bevölkerungsdichte lag bei 792,6/km². Es gab 1876 Wohngebäude, was einer Bebauungsdichte von 328,6/km² entsprach.
Die Bevölkerung bestand im Jahre 2000 aus 97,9 % Weißen, 0,3 % Afroamerikanern, 0,1 % Indianern, 0,4 % Asiaten und 0,6 % anderen. 0,9 % gaben an, von mindestens zwei dieser Gruppen abzustammen. 1,6 % der Bevölkerung bestand aus Hispanics, die verschiedenen der genannten Gruppen angehörten.
26,1 % waren unter 18 Jahren, 7,79 % zwischen 18 und 24, 28,0 % von 25 bis 44, 19,4 % von 45 bis 64 und 18,7 % 65 und älter. Das mittlere Alter lag bei 38 Jahren. Auf 100 Frauen kamen statistisch 92,3 Männer, bei den über 18-jährigen 86,5.
Das mittlere Einkommen pro Haushalt betrug $ 37.804, das mittlere Familieneinkommen $ 44.256. Das mittlere Einkommen der Männer lag bei $ 31.140 das der Frauen bei $ 23.555. Das Pro-Kopf-Einkommen belief sich auf $ 18.617. Rund 4,2 % der Familien und 4,8 % der Gesamtbevölkerung lagen mit ihrem Einkommen unter der Armutsgrenze.

## Söhne und Töchter der Stadt
- Earl Peterson (1927–1971), Country-Musiker
- William H. Plackett (1937–2016), Master Chief Petty Officer of the Navy[10]